# Anthony Brea
Anthony José Brea Salazar est un coureur cycliste vénézuélien né le 3 février 1983.

## Palmarès
- 2006
  - 13e étape du Tour du Venezuela
- 2007
  - 2e, 9e et 13e étapes du Tour de Cuba
  - 10e étape de la Vuelta Ciclista Lider al Sur
  - 3e étape du Tour de Rio de Janeiro
  - 2e du championnat du Venezuela sur route
- 2008
  - 2e étape du Tour du Táchira